# Polypedilum sordens
Polypedilum sordens är en tvåvingeart som först beskrevs av Wulp 1874.  Polypedilum sordens ingår i släktet Polypedilum och familjen fjädermyggor. Arten är reproducerande i Sverige. Inga underarter finns listade i Catalogue of Life.